# Ljutenge
Il Ljutenge (in russo Лютенге?; in lingua sacha: Лүүтэҥкэ) è un fiume della Russia siberiana orientale,  affluente di destra della Lena. Scorre nel Changalasskij ulus della Sacha (Jacuzia).
Il fiume ha origine sull'Altopiano della Lena; scorre prima verso nord-est e poi in direzione  settentrionale. Ha una lunghezza di 140 km; l'area del suo bacino è di 1 830 km². Sfocia nella Lena a 1 577 km dalla foce. a nord del villaggio di Kerdëm, di fronte alla città di Pokrovsk. Suo maggior affluente, da destra, è il Kėd'igė  (lungo 48 km).